# 米兰心事
《米兰心事》（義大利語：I fidanzati）是一部1963年电影，埃尔曼诺·奥尔米导演。该片曾参加戛纳电影节。影片讲述了男主人公乔瓦尼因求职而奔赴西西里，与恋人莉莉亚娜分离又复合的故事。